# Conchocarpus cuneifolius
Conchocarpus cuneifolius är en vinruteväxtart som beskrevs av Nees & Mart.. Conchocarpus cuneifolius ingår i släktet Conchocarpus och familjen vinruteväxter. Utöver nominatformen finns också underarten C. c. confertus.